# 京成バス千葉ウエスト鎌ヶ谷営業所
京成バス千葉ウエスト鎌ヶ谷営業所（けいせいバスちばウエストかまがやえいぎょうしょ）は、千葉県鎌ケ谷市鎌ケ谷にある京成バス千葉ウエストの営業所。鎌ケ谷営業所（大文字の「ケ」を使う）と表記されることがある。
鎌ケ谷市および船橋市、千葉ニュータウン西部などを主な運行エリアとして一般路線バス事業を中心に営業し、貸切バス事業も行う。
本項では、鎌ヶ谷営業所の前身である船橋新京成バス株式会社（ふなばししんけいせいバス）と新京成電鉄のバス事業が同社に分社化される前の時代についても扱うほか、新京成電鉄へ吸収合併された船橋バス株式会社（ふなばしバス）についても扱う。

## 概要
鎌ヶ谷営業所が管轄する一般路線バスの営業エリアは、船橋新京成バス時代と同社が新京成電鉄のバス事業から分社化前される前の時代と、旧・船橋バスの営業エリアをほぼ踏襲し、主に船橋駅北口・北習志野駅・鎌ヶ谷大仏駅（停留所名は鎌ヶ谷大仏）の3駅を主なターミナルとした船橋市北西部となっている。また、鎌ケ谷市と白井市のコミュニティバス運行を受託している（#コミュニティバスを参照）。
営業所は京成松戸線鎌ヶ谷大仏駅に隣接している場所にある。最寄りの「鎌ヶ谷大仏」停留所は名称に「駅」がつかないが、ちばレインボーバス（現・京成バス千葉セントラル印西営業所）の停留所は「鎌ヶ谷大仏駅」であり「駅」の有無が異なっている。そのほか、鎌ヶ谷大仏にある車庫から離れた営業エリアがあることから、御滝不動・古和釜十字路・飯山満駅・船橋グリーンハイツ入口に操車場が、夏見台団地・金杉台団地・三咲駅・ニュータウン七次台に折返場と乗務員休憩所が設けられている。
2007年10月1日付で新京成電鉄が子会社の船橋バスを吸収合併し、船橋新京成バスが船橋バスの路線と車両を引き継いだ。
2025年4月1日には京成グループにおけるバス事業の再編により、京成電鉄バスホールディングス傘下の新事業会社に移行し、松戸新京成バス・京成トランジットバス・東京ベイシティ交通と統合され京成バス千葉ウエストの営業所となった。なお、船橋新京成バスの営業所としては習志野営業所（詳細は後述）もあったが、同日付の再編によって京成バスシステム・ちばレインボーバス・千葉海浜交通と統合され、京成バス千葉セントラルの習志野西営業所となった。このため、同日以降は鎌ヶ谷営業所と習志野西営業所は別会社となった。

## 事業を継承した企業

### 船橋新京成バス
船橋新京成バス株式会社（ふなばししんけいせいバス、英: Funabashi Shin-Keisei Bus Co., Ltd.）は、千葉県鎌ケ谷市鎌ケ谷1丁目8番2号にあったバス事業者。新京成電鉄の連結子会社であり、京成グループ・新京成バスグループの一社であった。
新京成電鉄が直営で行っていたバス事業を地域分社化することで2003年4月28日に設立され、同年10月1日に営業開始した。分社化の形態は事業エリア毎に3つの事業者としたもので、旧・鎌ヶ谷営業所を船橋新京成バス、旧・習志野車庫を習志野新京成バス、旧・松戸営業所を松戸新京成バスとした。
新京成線（現・京成松戸線）鎌ヶ谷大仏駅に隣接している場所に本社があった。本社敷地内に鎌ヶ谷営業所を併設していたほか、千葉県船橋市習志野4丁目16番20号に習志野営業所（現・京成バス千葉セントラル習志野西営業所）があった。なお、船橋新京成バスの登記上の本店所在地は、新京成電鉄、松戸新京成バスとともに千葉県鎌ケ谷市くぬぎ山になっており、新京成線（現・京成松戸線）くぬぎ山駅に隣接しているが、本社は後に鎌ヶ谷営業所がある同市鎌ケ谷に変更された。当時の習志野新京成バスも同時期に習志野営業所の所在地に変更されている。

### 習志野新京成バス
船橋新京成バスと同様に新京成のバス事業分社化によって設立された。その後船橋新京成バスに吸収合併されたが、2025年4月の再編で京成バス千葉セントラルの習志野西営業所になった。

### 船橋バス
船橋バス株式会社（ふなばしバス）の本社・船橋営業所は、千葉県船橋市高根町2685番1号に位置した。最寄は「船橋グリーンハイツ入口」停留所。現在の船橋グリーンハイツ線を運行していた。
- 設立：1979年（昭和54年）7月25日

大成グリーンハイツ（船橋グリーンハイツ）と船橋駅北口を結ぶ路線は、もともと大成建設が暫定的に、関連会社の大成輸送（運輸）に委託して運行が開始されたのが始まり。当初は緑台2番地1号に車庫と事務所を設置（1977年に現在地へ移設。現在はテニスコート）。開設以降、正式な事業免許をもつバス会社による運行移譲を検討。団地の管理組合と大成建設は新京成電鉄に委託を希望するが、同社は路線免許や乗務員不足などの事情により難色を示した。そこで、新京成が出資した連結子会社として「船橋バス株式会社」が設立され、車両・設備全般を大成輸送から引き継いだ。一部の乗務員や取締役は新京成バスからの異動によった。
- 合併発表：2007年（平成19年）6月27日

船橋バスの親会社である新京成電鉄株式会社は、同年10月1日をもって船橋バスを吸収合併すると発表した。
- 合併：2007年（平成19年）10月1日

この日より、船橋新京成バスが船橋グリーンハイツ線の運行を引き継いだ。株式は新京成電鉄が100%所有していたため、株主総会で承認を得る必要がなく、吸収合併はスムーズに行われた。車両・乗務員等は船橋新京成バス鎌ヶ谷営業所に移籍し、労働組合も新京成バス労働組合へ合流した。なお、船橋営業所は操車場として転用され、夜間の車両の配置はなくなった。

## 歴史
- 1999年9月1日 - 同日から現在の習志野営業所のエリアと共に、上り方面と単一区間の路線は運賃先払い、それ以外が後払いとなる。
- 2003年
  - 4月28日 - 新京成電鉄のバス事業を地域分社化し、船橋新京成バス、習志野京成バス、松戸新京成バスを設立。
  - 10月1日 - 船橋新京成バスが営業開始。
- 2007年10月1日 - 新京成電鉄が船橋バスを合併し、同社のバス事業を船橋新京成バスが継承。
- 2008年9月27日 - 習志野新京成バス（現・習志野営業所）とともにPASMOを導入。
  - 同社が受託運行するききょう号：ききょう南線では2008年度末に導入[13]。
  - 同社が受託運行するナッシー号：外回りでは2009年3月21日より導入[14]。
- 2011年3月20日 - この日から全て運賃後払いとなる[15]。
- 2012年2月25日 - 新バスロケーションシステム「Bus-Vision」を使用開始[16]。
- 2013年4月16日 - 新京成バス3社では初となる深夜急行バスに参入[17]（後述）。
- 2014年4月16日 - 習志野新京成バスを吸収合併し、習志野営業所を設置する。
- 2023年7月16日 - 会社設立20周年記念行事の第1弾として、小室線を運行する「アンデルセンライナー」に専用車両1両を導入し、7月16日より運行開始。[18]
- 2023年8月2日 - 会社創立20周年記念行事の第2弾として、鎌ヶ谷営業所に新京成電鉄自動車部時代の塗装を模したレトロバス車両を導入し、8月2日より運行開始。[19]
- 2023年9月25日 - 会社創立20周年記念行事の第3弾として、鎌ヶ谷営業所に新京成電鉄自動車部の創業時の塗装を模したレトロバス車両「タクアンバス」を導入し、9月25日より運行開始。また、同年10月9日には同車の展示・体験乗車イベントを船橋アリーナにて開催。[20]
- 2023年11月16日 - 会社創立20周年記念行事の第4弾として、習志野営業所に船橋市非公認キャラクター「ふなっしー」とコラボしたラッピングバスを導入し、11月16日より運行開始。(2025年11月までの期間限定)。[21]

## 現行路線

### 鎌ヶ谷線
- 船01：船橋駅北口→夏見台団地→馬込沢→丸山道→東武鎌ヶ谷駅入口→新鎌ヶ谷駅→五本松小学校→東武分譲地→鎌ヶ谷大仏　※平日深夜下り2本のみ
- 船03：船橋駅北口 - 夏見台団地 - 馬込沢 - 丸山道 - 二和道 - 鎌ヶ谷大仏
  - 2013年3月1日：新鎌ヶ谷駅経由の深夜バス運行開始。
  - 2021年2月16日：ダイヤ改正に伴い船01系統の運行終了（最終運行日は2021年1月14日）

鉄道線松戸代行バスを除けば、新京成バスで最も古く、現在でも幹線と言える路線である。JR総武快速線船橋駅と鎌ヶ谷大仏の間をほぼ直線状に結ぶ。
新設当時の路線名は夏見線であり、夏見（当時は夏見営団、船橋駅より北上する県道から一つ奥に入ったところに設置されていた）経由であった（ただし夏見営団止まりが多かった）。その後、夏見折返便がワンマン化され、夏見線として別線扱いになったため、現在の鎌ヶ谷線は鎌ヶ谷大仏との往復の便だけを指している。
開通してからほどなく（ただし、昭和30年代としかわからない）、この線は鎌ヶ谷大仏からさらに先の富塚まで延長された（他に船04系統として二和向台駅入口経由豊富農協前行も運行されていた）。当初は船橋駅北口 - 富塚の通し運行が多かったが、その後、鎌ヶ谷大仏駅および北総線西白井駅との乗り継ぎが増えたため、鎌ヶ谷大仏での分割が進んだ。西白井駅以北についてはほぼ並行した区間である西白井線（西白井駅 - ニュータウン七次台）が開通し、しばらくは並行して運行していたものの、結局、これに一本化する形で西白井駅 - 富塚間は2000年（平成12年）8月15日限りで廃止となった。これと同時に、鎌ヶ谷大仏 - 西白井駅間は西白井線に組み入れられ、鎌ヶ谷大仏を境に鎌ヶ谷線と西白井線が分けられることとなった（後述）。
同じく2000年8月15日限りで廃止となったものに初富経由便がある。これは、当初五香南線（五香駅 - 船橋駅）として開通したものである。五香南線は開通当時から本数が少なかった。特に五香駅 - 船橋駅間を直通する便はほとんどなく、ほとんどが両端駅から鎌ヶ谷大仏間を運行していたり、分岐停留所の学校前止まりであった。その後、五香駅 - 学校前間が廃止され、鎌ヶ谷線の支線となったが、大半の区間が東武野田線（東武アーバンパークライン）と並行していたため、本数も増えることなく結局廃止となった。
2013年3月1日にダイヤ改正が行われ、新たに新鎌ヶ谷駅経由の深夜バスが2本設定された。この路線は廃止された初富経由と新鎌ヶ谷線の一部区間を走行し、かつ東武野田線に並行している。また系統番号はかつての延長区間・富塚行きの船01が充てられた。なお運行は平日のみ。
なお、船03系統は長年「二和道経由」と表記されてきた。これは丸山道停留所以北で初富経由便と分かれていたことによるが、初富経由が廃止されて20年以上経過することから、2022年3月より「馬込沢経由」と表記を変更することになった（ルート自体は変更されていない）。

なお、鎌ヶ谷線は馬込沢 - 鎌ヶ谷大仏においてちばレインボーバス白井線と重複している（「配給所前」停留所は船橋新京成バスのみ停車）。なお、定期券の共通利用等の制度は存在していない（これは習志野営業所の津田沼線・三山線とちばレインボーバスの神崎線も同様。なお、津田沼線と神崎線の津田沼駅 - 八千代緑が丘駅間は新京成側に「八幡神社」経由便がない以外は完全に重複している。両社の便は京成グループバス全社共通の『ダイヤモンドパス』『こどもんどころパス』のみ共通利用可能）。また、ちばレインボーバスの白井線は馬込沢 - 鎌ヶ谷大仏駅（「鎌ヶ谷大仏」停留所のちばレインボーバス側での呼称）では新京成に運賃を合わせており、重複する区間を跨ぐと割高となる。

### 小室線
- 船07：船橋駅北口 - 夏見台団地 - 金杉町 - 御滝不動 - 三咲駅 - 県民の森 - ハイランド - 小室駅
- 三咲01：三咲駅 - 県民の森 - ハイランド - 小室駅
- 船09：船橋駅北口 - 夏見台団地 - 金杉町 - 御滝不動 - 三咲駅 - 八木ヶ谷入口 - 鎌ヶ谷大仏
- 船10：船橋駅北口 - 夏見台団地 - 金杉町 - 御滝不動 - 三咲駅
- 船11：船橋駅北口 - 夏見台団地 - 金杉町 - 御滝不動
- A01：船橋駅北口 - 夏見台団地 - 金杉町 - 御滝不動 - 三咲駅 - 県民の森 - アンデルセン公園
- A30：船橋駅北口 - 医療センター - 金杉町 - 御滝不動 - 三咲駅 - 県民の森 - アンデルセン公園
- アンゼルセンライナー：船橋駅北口 - 県民の森 - アンデルセン公園　※土休日のみ運行（アンゼルセン公園行2本、船橋駅北口行3本）
- セ02：三咲駅 - 県民の森 - アンデルセン公園 - 豊富農協前 - セコメディック病院
  - 2013年3月1日：ダイヤ改正。鎌ヶ谷大仏発三咲駅・夏見台団地経由船橋駅北口の早朝便を設定。
  - 2019年
    - 7月20日：ダイヤ改正。船橋駅北口発県民の森行を新設、土曜休日の鎌ヶ谷大仏行を一部減便。
    - 10月19日：ダイヤ改正。船橋駅北口発県民の森行をアンデルセン公園行に延伸。

  - 2022年3月19日：ダイヤ改正によりアンゼルセンライナー（土休日のみ）・A30系統医療センター経由のアンデルセン公園・船07の区間便として三咲01が新設。

小室線は船橋駅から新京成線三咲駅を経由して北総鉄道の小室駅に至り、新京成バス3社中で最長区間を運行する便を有する路線でもある。ただし、途中の三咲三叉路で鎌ヶ谷大仏方面に分岐する系統がありこちらの方が運行数が多く、小室駅まで至る便は1時間間隔でしかない。別項で触れる金杉台線も当線と同一視すれば、鎌ヶ谷線等に続く船橋駅発着路線の第二の幹線となっている。なお、このルートの船橋駅北口 - 鎌ヶ谷大仏の運賃は（現金・ICともに）380円で鎌ヶ谷線の二和道経由とは異なる（二和道経由は（現金・ICともに）320円）。
この路線は鎌ヶ谷線より5年ほど遅れた1958年に、当時の小室停留所まで開通した。その後、ほとんど経路を変えずに運行がなされていたが、北総開発鉄道（現：北総鉄道）が小室駅まで開通した際に、駅最寄りであるこの線が同駅まで接続するようになった。
小室方面は旧千葉郡豊富村といい、当初この線は同域内の移動手段の役目も担っていた（ただし、豊富村が船橋市と合併したのは1954年である）。このため、当初は船橋市役所豊富出張所や豊富農協への足として、この線の小室方面発着便は豊富農協前停留所を往復経由するようになっていた。この経由措置は2000年8月まで続けられたが、現在は、この線の三咲駅 - セコメディック病院折返便および古和釜線等にその役目を譲っている。

### 金杉台線
- 船12：船橋駅北口 - 夏見台団地 - 金杉町 - 金杉台団地
- 船31：船橋駅北口 - 八栄小学校入口 - 医療センター - 金杉町 - 御滝不動（医療センター線/廃止）
- 船32：船橋駅北口 - 八栄小学校入口 - 医療センター - 金杉町 - 金杉台団地（医療センター線）
- 船33：船橋駅北口 - 八栄小学校入口 - 医療センター - 金杉町 - 御滝不動 - 三咲駅 - 八木ヶ谷入口 - 鎌ヶ谷大仏（医療センター線）
- 船34：船橋駅北口 - 八栄小学校入口 - 医療センター - 金杉町 - 御滝不動 - 三咲駅（医療センター線）

金杉台線は路線名が示す通り、終点の金杉台団地とJR・東武船橋駅を結ぶ路線であり、団地輸送路線の側面を持つ一方、途中停留所の利用者も多く、ローカル路線としての主力となっている。小室線の支線に相当する路線と言うこともできる。
1983年に医療センターを経由する便（当初「医療センター線」として別路線であったが後に金杉台線に編入された）が運行開始され、2ルートとなった。この医療センター経由便は、1990年代前半に夏見1・6丁目の道路が整備されたことにより、それまでの市場通りから直接北上するルートから、八栄小学校入口を経由するルートに変更された。しばらくの間は従来の金杉町経由便が多かったが、2000年8月のダイヤ改正により両ルートの便数比の差が縮まっている。

### 夏見線
- 船15：船橋駅北口 - 夏見 - 夏見台団地 - コープ野村（廃止）
- 船16：船橋駅北口 - 夏見台団地 - コープ野村
- 船17：船橋駅北口 - 夏見 - 夏見台団地（廃止）
- 船18：船橋駅北口 - 夏見台団地
- 船20：船橋駅北口 - 八栄小学校入口 - 医療センター - コープ野村
  - 2007年4月1日：夏見折返便（船19）が廃止。
  - 2012年3月24日：医療センター経由のコープ野村行を新設。
  - 2013年3月1日：ダイヤ改正に伴いコープ野村行深夜バスが復活。
  - 2022年3月19日：ダイヤ改正に伴い、夏見経由となる船15と船17が廃止。同時に夏見停留所も廃止。

鎌ヶ谷線の項で記したとおり、開通当初は夏見線として同路線扱いだったが、その後、夏見停留所までの短距離便だけが先行してワンマン化されたので、名称を分離して別名で呼ぶようになった。その後、1968年に夏見台団地まで延長。さらに1975年にコープ野村まで延長されている。コープ野村付近のみが独自区間である。
2000年8月までは、朝ラッシュ時を除く同線のほとんどの便が夏見経由であり、朝ラッシュ時は夏見を経由しないで夏見台団地、コープ野村を往復していたのと同時に夏見折返便も運行していた。平成初頭までは、上記の夏見を経由しない便を「直通」と呼んでいた（「直通コープ野村行」など）が、現在では「夏見を経由しません」などと変えられている。
このように、同線は夏見停留所にかなり力点を置いた路線であったが、2000年8月改正にて朝ラッシュ以外についても夏見非経由便を運行するようになった。さらに、夏見経由便は全体の2/5 - 1/3と半数以下に抑えられた。
2007年4月のダイヤ改正で夏見折返便である船19が廃止された。
一方で、2012年3月の改正においては医療センター経由のコープ野村行きとして新たに船20が新設された。
2013年3月改正では廃止されていた深夜バスが再び設定され、平日深夜のみではあるが夏見台団地経由コープ野村まで運行している。なお、船橋駅北口発車番線は乗り場へのアクセス手段たる階段から至近である3番線（鎌ヶ谷線と同じ）から発車される。
本線名の由来となった夏見停留所は船橋駅より北上する県道から一つ奥に入ったところに設置されており、夏見線の分離後はそれ以外の路線は夏見非経由（県道をそのまま北上する経路）となっており、既述の通り夏見線においても夏見経由便は縮小傾向にあった。そして、2022年3月改正で夏見経由便と夏見停留所が廃止されて路線名だけが残る形となった。

### 船橋グリーンハイツ線

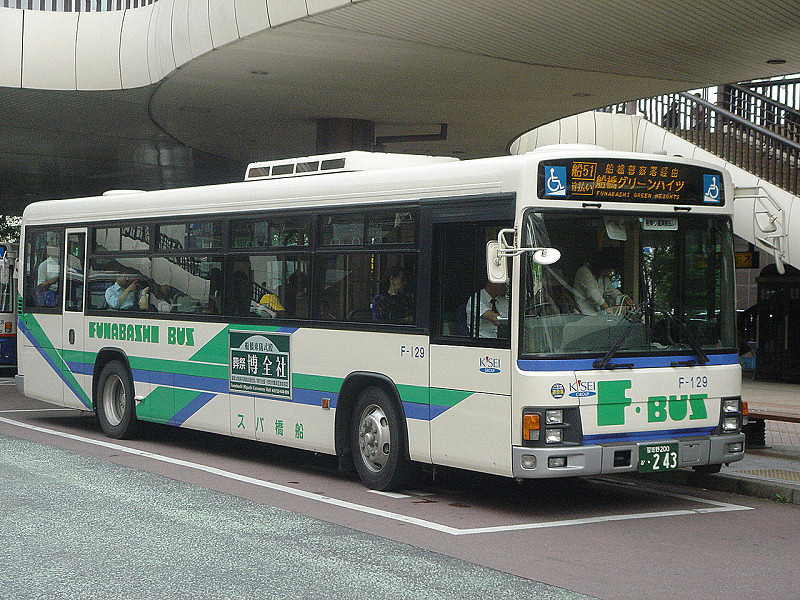
船橋バス時代の船51

- 船51：船橋駅北口→東船橋三丁目→駿河台→うぐいす園前→高根小学校前→船橋グリーンハイツ(2025年1月31日で廃止)
- 船53：船橋駅北口 - 八栄小学校入口 - 米ヶ崎 - うぐいす園前 - 高根小学校前 - 船橋グリーンハイツ
- 東50：東船橋駅 - 東船橋三丁目 - 駿河台 - うぐいす園前 - 高根小学校前 - 船橋グリーンハイツ

沿革
- 1973年？：[大成輸送]船橋駅 - 船橋グリーンハイツでノンストップ運行開始。
- 1977年：[大成輸送]車庫を現在の船橋グリーンハイツ入口跡に移転。
- 1979年：[船橋バス]大成輸送から引き継ぐ。
- （不明）：[船橋バス]船53（現在の米ヶ崎経由、当時は「短絡路経由」と呼ばれていた）運行開始。ただし経路は現在と違っていた。（JA船橋市（現・JAいちかわ船橋支店）前経由【方向幕には「農協経由直通：船橋駅と記載」】）
- 2000年：[船橋バス]高根線の廃止に伴い、うぐいす園前停留所および米ヶ崎停留所を新設。
- 2007年
  - 6月27日：新京成電鉄の株主総会で船橋バスの吸収合併が決定[5]。
  - 10月1日：船橋バスより引き継ぐ。これに伴い船橋新京成バスとの並走区間で通過していた停留所に停車し、船橋グリーンハイツ方面のバスは整理券方式になる[22]。
- 2010年3月27日：東船橋駅乗り入れ開始（東50系統開通）と船橋グリーンハイツ入口廃止（船52系統廃止）、船51系統が夜間下り方向のみになり、船53系統が往復化[23]。
- 2013年12月16日：減便によるダイヤ改正が行なわれる。
- 2019年12月16日：緑台交番前停留所がかつての船橋グリーンハイツ入口の位置に移動[24]。
- 2025年1月31日：船51の運行終了

大成グリーンハイツ（船橋グリーンハイツ）は、新京成電鉄新京成線（現・京成松戸線）高根公団駅が団地住民の足として考えられていた。しかし住民は、それよりも団地からの距離が近かった、船橋駅北口を結ぶバス路線、高根線（高根小学校前停留所を利用）を利用しており、混雑時には高根・米ヶ崎で積み残し状態が起こるなど、ダイヤの遅れを招いた。その結果、開発元の大成建設が車両を提供、実際の運行は子会社の大成輸送に担当させる形でバスの運行を始めた。そして地元のバス会社による運行を検討することとなったが、住民の要望もあったが、新京成側も乗務員不足・労働条件が新京成と同じでは採算が合わないと難色を示した。そして検討の結果、新京成と大成の合弁による新会社「船橋バス株式会社」が設立された。この時新京成電鉄はいろいろと協力したが、なぜかバス路線は桜ヶ丘交差点・金杉十字路交差点回りとした。
その後船橋バスは新京成の子会社となり、2007年（平成19年）6月27日の新京成第89期定時株主総会において同年10月1日付で船橋バスを新京成本体に吸収合併するとの決議がなされた。新京成は株主総会の招集通知で「PASMO導入に備えたサービスの均等化を図り利用者減に歯止めをかけ、また資産を集中し効率的な運用を図る」と理由を説明した。これに伴い船橋バスの路線及び車両は船橋新京成バスに引き継がれることになった。また、引き継がれた車両（ワンステップ車とノンステップ車）はカラーリングと車両番号をそのままに、車内のポスターや車外の会社名表示を変更しただけで、船橋新京成バスの路線で使用されている（ただし、原則的に船橋駅北口発着路線は船橋グリーンハイツ線に固定されている。船橋駅北口に乗り入れない運用であれば他路線（主に北習志野駅発着）でも運行する）。例外的に塗装を変更した車両もあるが詳しくは後述する。
運用開始当初、船橋駅北口のロータリーには入れず、海老川近くに降車場をつくり、ロータリーが改良されてから乗り入れるようになった。また、船51・船53は船橋グリーンハイツ入口（旧船橋バス本社・旧船橋バス船橋営業所及び車庫、現在は操車場のみ）にも停車せず、緑台交番前を利用した。
ちなみに、引継時に実質的なダイヤ改定（白紙改定）を行わなかったため（改定そのものは停車停留所増加のためにされている）、米ヶ崎（短絡路）経由は上り線のみの設定のままであり、旧船橋バス時代からある停留所の時刻にも大きな変化はなかったが移管によって吹上・米ヶ崎・高根小学校前の3停留所が船橋新京成バスの停留所として復活した（吹上は旧習志野新京成バスの停留所としては存在し続けていた）。
2010年3月27日のダイヤ改定によって米ヶ崎経由が往復化しJR総武線東船橋駅へ乗り入れるようになったが、船橋警察署経由の上り線と「船橋グリーンハイツ入口」停留所が廃止された。
船橋バス当時の系統は以下の通り。
- 船51：船橋駅北口 - 駿河台 - うぐいす園前 - 高根小学校 - 船橋グリーンハイツ
- 船52：船橋駅北口 - 駿河台 - うぐいす園前 - 高根小学校前 - 船橋グリーンハイツ入口
- 船53：船橋駅北口←（短絡路）←米ヶ崎←うぐいす園前←高根小学校前←船橋グリーンハイツ〔上り線のみ〕

大成輸送の時期から船橋駅 - 船橋グリーンハイツをノンストップ運転していたが、船橋駅北口のロータリーには入れず、船橋市中央卸売市場脇（現在の船橋シティハイツ周辺）が終点であった。その後、ロータリーが改良されてから乗り入れるようになった（駅前には改良中の頃、現在のイトーヨーカドー船橋店の東館側に乗り入れていた）。船橋新京成バスの路線と並行する区間があるが、停車しない停留所があった（天沼・富士見橋・船橋中央市場・市場三丁目・青山病院・東船橋三丁目・（蔵ノ下→）電話局前（→トステムショールーム船橋→蔵ノ下→ベネッセの有料老人ホーム・ここち船橋夏見)・八栄小学校入口・長福寺入口。
また、船51・船53は船橋グリーンハイツ入口（旧本社・営業所・車庫あり）にも停車していたが、引継ぎ前から高根小学校前で分岐していた。
なお、「船橋グリーンハイツ入口」停留所と船51の上りは2010年（平成22年）3月26日をもって廃止されたが、同日より船53の下りと東船橋駅乗り入れが開始された。その後2019年（令和元年）12月16日にかつて「船橋グリーンハイツ入口」停留所があった位置に「緑台交番前」停留所が移転した。
船橋バス運行当時、一部の車両の運賃箱にカード対応機器が設置されたものの使用されておらず、バス共通カードは利用できなかった。またPASMO加入予定もなかったが、前述のとおり事業が船橋新京成バスに引き継がれたため、バス共通カードはその時点から対応した。運賃箱を交換した車両では移行まで運賃箱のバス共通カード挿入口はふさがれていた。船橋新京成バスは2008年（平成20年）9月27日よりPASMOの取り扱いを開始した。
また当時は船橋新京成バスの路線と並行する区間では一部の停留所のみに停車していた。創業当初は旅客限定免許だったことや、路線設立の理由である「船橋駅と船橋グリーンハイツを結ぶこと」のため、当初は前述のとおりノンストップだった。しかし、沿線や通過する停留所の利用者からは停車要望も頻繁に出ていたため、ほぼ現在のような路線になった。それでも停車しない停留所がいくつかあり、要望も出続けていたが、前述のとおり船橋新京成バスの路線となったあとは停車し、また船橋グリーンハイツ方面のバスも整理券方式に統一された。さらに、2011年（平成23年）3月20日から船橋駅北口・東船橋駅方面も整理券方式に変更された。

### 古和釜線
- 小室01：北習志野駅 - 北習志野花輪病院前 - 公園前 - 刈米 - 古和釜十字路 - 豊富農協前 - アンデルセン公園 - 県民の森 - ハイランド - 小室駅（土休日のみ）
- 小室02：北習志野駅 - 北習志野花輪病院前 - 公園前 - 刈米 - 古和釜十字路 - 豊富農協前 - セコメディック病院 - 豊富北 - ハイランド - 小室駅（平日のみ）
- セ03：北習志野駅 - 北習志野花輪病院前 - 公園前 - 刈米 - 古和釜十字路 - 豊富農協前 - セコメディック病院
- 習02：北習志野駅 - 北習志野花輪病院前 - 公園前 - 刈米 - 古和釜十字路 - 大穴 - 八木ヶ谷入口 - 鎌ヶ谷大仏
- 習03：北習志野駅 - 北習志野花輪病院前 - 公園前 - 刈米 - 古和釜十字路
- 習10：北習志野駅 - 北習志野花輪病院前 - 公園前 - 刈米 - 古和釜十字路 - 豊富農協前 - セコメディック病院 - 豊富北（豊富北行き：平日朝4本・土休日の1本/北習志野駅行き：平日の夕方夜の3本のみ）
- A10：北習志野駅 - 北習志野花輪病院前 - 公園前 - 刈米 - 古和釜十字路 - 豊富農協前 - アンデルセン公園（土休日のみ）
  - 2023年2月16日：ダイヤ改正により小室02系統・習10系統・A10系統が新設。小室02系統の新設に伴い小室01系統が土休日のみに変更。

古和釜線は、新京成線・東葉高速線北習志野駅から古和釜十字路、豊富農協前を経由して小室駅に至る路線である。船橋駅発着の豊富線を、より北側の主要駅につなげるために新設されたが、現在では、豊富線を圧倒する本数で運行されている。ただし、本数が多いのは、古和釜十字路以南である。それより北においても、後に新設されたセコメディック病院に至る便の方が多く、小室に至る便は、小室線と同じく1時間間隔である。
習03は2000年8月15日までと2018年ごろから2024年7月15日まで一部便のみ習志野営業所が担当していた。

### 高根公団線
- 習04：北習志野駅 - 北習志野花輪病院前 - 公園前 - 五号通り - 高根公団駅
- 高02：高根公団駅- 五号通り -公園前- 古和釜十字路

高根公団線は当初高根台団地への足を確保するために高根木戸駅からの循環バスとして開通した。その後、高根公団駅ができたことや、習志野台団地の造成に伴う北習志野駅の開業などに伴いルートの変更が行われ、東葉高速線への鉄道連絡輸送という目的が加わって現在に至っている。ちなみに、すべての便ではないものの高根公団駅から北習志野駅へ行って、また北習志野駅から高根公団駅に帰ってきたとき海老ヶ作線の運用につき、さつき台から戻ってきたときにまた高根公団線の運用につくダイヤが多い。運賃は新京成電車と並行する関係もあり全区間初乗り運賃（IC175円、現金180円）で均一。
2000年8月16日に習志野営業所より移管。

### 海老ヶ作線
- 高01：高根公団駅 - 海老ヶ作 - さつき台
  - 2012年12月15日：大穴市民プールの閉鎖により市民プール停留所を大穴多目的運動広場に名称変更。

高根公団駅からのローカル路線であり、大穴町および大穴南、大穴北地区の中を走る。さつき台とは終点付近の住宅地で、町名は大穴北である。高根公団駅付近を除き、ほぼ全線にわたり低層住宅や田畑の中を走っていく。走行する道はやや狭いが、大型車で運行されているが、最近は中型車も運用に就いている。海老ヶ作付近には一方通行の道があり、上りと下りで別の道を走る箇所があることや、終点付近にて坂を登ることが路線の特徴と言える。運賃は2023年6月30日まで全区間初乗り運賃（IC175円、現金180円）で均一だったが同年7月1日より、150円までの区間と190円までの運賃となった。(高根公団駅より、海老ヶ作まで150円。それ以降は190円/IC・現金運賃同一)
2000年8月16日に習志野営業所より移管。

### 山手ループ線
- 船35：船橋駅北口→新船橋駅→山手三丁目→森のシティ→船橋駅北口
  - 2012年
    - 4月16日：道路切替に伴い新船橋駅を経由しなくなる。
    - 12月15日：北本町一丁目停留所を森のシティに変更。同線のLED行先表示の経由に「森のシティ」の表示がなされている。

  - 2022年3月19日：建鉄線（建鉄循環）を「山手ループ線」と改称し、同時に日本建鉄前停留所を新船橋駅に変更。

船橋駅北西にある船橋市山手地区の地域輸送を担う生活路線である。2022年（令和4年）3月までは沿線に工場が立地していた日本建鐵（2015年清算）に由来して建鉄線、ないしは建鉄循環と呼ばれていた。

2012年、工場跡地にイオンモール船橋が開業。循環区間は旧日本建鐵や三菱電機などが所有していた敷地の外周に沿っている。また、循環部の主として外側にはいくつかの集合団地がある。途中にある「山手三丁目」停留所は、同名の停留所が塩浜営業所の海神線（西船21系統）にもあるが、両者はそれぞれ別の場所にある。船橋市統計書（1967年）によれば、現在の循環線の他に、前貝塚循環もあったとの記述があるが、具体的なルートは不明である。なお、この路線が平日と土休日で別ダイヤになったのは1993年2月16日と比較的遅く、特徴の一つとして挙げられる。
かなり以前の一時期、循環部が時間帯によって、時計回りと反時計回りに切り替えられていたが、今は時計回りのみである。
沿線は工業地域であったが、工場の移転や縮小が進み、跡地にはマンションやショッピングセンター、ホームセンターが進出を続けており、渋滞が日常化して、朝夕や週末の定時運行が難しくなっている。
沿線の集合住宅がなくなったまま有名無実だった停留所名も、2005年10月に変更され消滅した（建鉄荘前、第一希望荘、第四希望荘）。同時に既に閉鎖していた旭硝子（現・AGC）船橋工場前にあった「旭ガラス前」停留所を北本町一丁目に変更した。第一希望荘は山手二丁目となったが、これも京成トランジットバス海神線の停留所とは別の場所である。東海神駅入口とあるように、東葉高速鉄道東海神駅からは離れていて見通すことは難しい。
かつて、東武アーバンパークライン新船橋駅の駅前に「新船橋駅前」停留所が存在していたが、循環部最後の停留所であるため、ここで乗車しても、東海神駅入口および船橋駅方面にしか行くことができなかった。その停留所も駅周辺の再開発によって駅前を回避するルートを採用したことによって2012年4月15日を最後に廃止された。しかし2022年3月の路線名変更にあたり、「日本建鉄前」停留所が「新船橋駅」に名称変更された。また北本町一丁目は市道の切り替えに伴って停留所の位置を複数回移動した後に2012年12月15日に開発地区の愛称である森のシティに名称変更された。
運賃は2023年6月30日まで全区間初乗り運賃（IC175円、現金180円）で均一だったが、7月1日より船橋駅北口〜東海神駅入口間は150円、乗り通す場合は190円となった。(現金・IC同額)

### 西白井線
- 鎌10：鎌ヶ谷大仏 - 西白井駅 - 清水口 - ニュータウン七次台
- 鎌12：鎌ヶ谷大仏 - 西白井駅
- 西白01：西白井駅 - 清水口 - ニュータウン七次台

千葉ニュータウン内の清水口、七次台地区を走る路線である。もともと、鎌ヶ谷線が富塚までの路線を運行しており、その近辺ということで新京成の担当となった。当初は、ニュータウン内である西白井駅 - ニュータウン七次台間のみで運行されていたが、鎌ヶ谷線の短縮によりこの路線が鎌ヶ谷大仏まで延長されている。ただし、ごく一部の便は西白井駅で分割して運行されている。西白井駅 - ニュータウン七次台間は短区間ながら、全線歩くにはやや長いという微妙な距離である。「小学校」「中学校」「三丁目」など、シンプルな名前の停留所が目立つ。開通当初は1時間あたり2 - 3本程度運行していたが、徐々に減便し、2013年12月15日まではデータイム1時間おきとなっていた。翌16日のダイヤ改正では鎌ヶ谷大仏 - 西白井駅間の早朝と最終便が削減され、例として「鎌ヶ谷大仏」発最終便は20時台に繰り上げとなった。なお2017年7月3日に平日夜間のみ時刻変更、2019年7月20日の改正では土曜休日ダイヤで減便され2時間運行されない区間が発生し、鎌ヶ谷大仏発の最終便が19時台に繰り上げされた。現在は鎌12・西白01はそれぞれ平日1往復のみ、鎌10についても平日は7往復、休日は6往復まで減便されている。
車両は富塚まで運行されていたころは大型車が多かったがその後は中型車に統一され、現在は基本的に日野・ポンチョによる運転となっている。

### 鎌ヶ谷グリーンハイツ線
- 馬01：馬込沢駅 - 南児童センター - 鎌ヶ谷グリーンハイツ - 藤台中央公園 - 慈祐苑
  - 2005年3月16日：馬込沢駅 - 鎌ヶ谷グリーンハイツ - 慈祐苑の往復運転に変更。
  - 2018年7月16日：一部ルート変更に伴い、丸山一丁目バス停が下り（慈祐苑方面）のみ廃止[26]。

馬込沢駅から、北西にある大規模分譲マンション「鎌ヶ谷グリーンハイツ」に至る路線である。
鎌ヶ谷グリーンハイツは周辺の道路が狭隘であるため大型バスの運行が困難であったが、小型車（三菱ふそう・エアロミディME）の導入により路線を開設することができた。同線のエアロミディMEは、分社前の2台のみならず分社後にも1台導入されており、共に「ドレミ号」という愛称が付けられた専用塗装の車両が用いられる（車検等で使用できない場合は船橋新京成バス塗装の小型車が代走に入る）。
2002年5月16日からはオムニノーバ・マルチライダーが導入され、これを記念して「マルチライダー運行開始記念 新京成バスオリジナル バス共通カード」が発売された。愛称「ドレミ号」と専用車のデザインは、鎌ヶ谷グリーンハイツ居住者の公募により決定されたものである。
運賃は全区間IC154円/現金160円均一となっており、他線の初乗り運賃よりIC21円/現金20円安い。運転間隔は20分である。

### 井草線
- 鎌01：鎌ヶ谷大仏 - 井草橋第二公園 - 井草県営住宅 - 高野台二丁目 - 高野台四丁目 - 北総白井病院
  - 2005年2月16日：経路変更の上、循環運転を取りやめた上で鎌ヶ谷大仏 - 北総白井病院に延長。

井草線は鎌ヶ谷GH線のちょうど3ヶ月後に新設された。その運行規模や、新設の目的、車両も鎌ヶ谷GH線とほぼ同様であるが、井草線を走行するエアロミディは分社後導入した車両のみで、鎌ヶ谷グリーンハイツ線の三菱ふそうエアロミディと違い愛称はつけられていない。また、当初は三菱ふそうローザで運行されていたが（三菱ふそうエアロミディは増備分）、後述の「ナッシー号」に日野ポンチョが導入されたことに伴い、それまで「ナッシー号」で用いられていた日野レインボーが分社後塗装に変更され同線で運用開始した。同線で用いられていた三菱ふそうローザは後述の船橋市内実証実験に用いられることになった（後述）。その後、日野レインボーが2014年10月に、エアロミディが2019年までに廃車となったため、現在はポンチョが使われている。

### パークサイド鎌ヶ谷線
- 東鎌01：東武鎌ヶ谷駅→貝柄山公園入口→12号棟前→東中沢二丁目→2号棟前→貝柄山公園入口→東武鎌ヶ谷駅（循環運転）
  - 2007年11月3日：運行開始
  - 2008年7月19日：土休日ダイヤ一部修正（朝・昼・夜で各2便ずつ計6便減便）
  - 2014年6月16日：ダイヤ修正
- 運行間隔：平日朝のみ15 - 23分、平日その他の時間帯及び土休日20分
- 運賃：全線均一IC154円/現金160円(2023年6月30日まで)
- 7月1日より東武鎌ヶ谷駅から貝柄山公園入口まで150円、以降は東武鎌ヶ谷駅まで190円(現金・IC同額)

東武アーバンパークライン鎌ヶ谷駅より出発し、URパークサイド鎌ヶ谷敷地内を反時計回りに一周した後、東武鎌ヶ谷駅に戻ってくる循環運転を行っている。なお到着後の一部は車両入れ替え回送で鎌ヶ谷営業所に出入庫している。
東武鎌ヶ谷駅 - 貝柄山公園入口間において、2007年9月29日に開通した鎌ヶ谷市都市計画道路3・4・4号線及び3・4・17号線を通り、同道路上に「梨の木通り」「道野辺中央」の各バス停が設置されている。
東武鎌ヶ谷駅 - 貝柄山公園入口間には平日のみ鎌ケ谷市コミュニティバス「ききょう号」も運行されている（当路線と同様に上記道路を通行するが、途中バス停は無い。ルートは西線で鎌ヶ谷観光バスが運行）が、当路線は土休日も運行される上に運行本数も数倍以上ある。
狭隘な道路が複数存在するため大型車は入線せず、原則として中型車(いすゞ・エルガミオ)で運転される。また、ポンチョで運行されることもある。

### 船橋市内実証実験路線
船橋市の公共交通サービス実証実験路線として、船橋市地域公共交通活性化協議会からの補助を受けて実験運行している（京成バス新都心営業所習志野出張所が実験運行している田喜野井線もこの制度による）。
運賃は全区間均一料金（ICカード175円、現金180円）。運賃の支払いにICカードは使用可能（バスポイント対象）であるが、定期券の販売はなく、全線で使える特殊定期券類やノーカーアシスト優待等の適用対象外となっている。
協議会では、2路線とも運行開始4ヶ月後に一日平均利用者が200人を下回る場合は運行の中止を検討するとしているが、2012年2月19日までの同協議会の調査によるとそれを上回る利用があるとされる。
2013年4月1日より、3路線とも実証運行から本格運行へ移行した。ただし、運行経費の5割以上を運賃収入で確保できる場合に限り船橋市が補助を行うという条件が付されている。
車両は京成バス田喜野井線と違い、主に前述の井草線から捻出された三菱ふそう・ローザを使用されてきたが、平成24年度より定員増による乗車機会の増加を狙い新車である日野・ポンチョが導入された。三菱ふそう・ローザや日野・レインボーHR（7m車）も新車の点検整備時の代車として引き続き使用されていたが、全車廃車されたため、代替の代車は三菱ふそう・エアロミディが使用される。
また、新たに2016年8月1日より「二和グリーンハイツ線」の試験運行が開始されたが、他の路線と異なり、2018年3月31日の試験運行終了に伴い運行休止となった。

#### 八木が谷線
- 二和01：二和向台駅→八木ヶ谷入口→八木が谷北小学校入口→八木が谷3丁目
- 二和02：八木が谷北→八木が谷北小学校入口→八木ヶ谷入口→二和向台駅
- 二和03：二和向台駅→八木ヶ谷入口→八木が谷北小学校入口→八木が谷3丁目→八木が谷北→八木が谷北小学校入口→八木ヶ谷入口→二和向台駅
  - 2010年11月1日：3ヶ月間の実証実験として運行開始。
  - 2011年
    - 1月31日：運行休止。
    - 7月4日：停留所を一部変更し、2012年3月31日までの予定で運行再開。

  - 2013年4月1日：一部の便を除き循環線での運行に変更。「八木が谷北」バス停留所を新設。

#### 丸山循環線
- 馬02：馬込沢駅東口→商店会入口→丸山2丁目→丸山3丁目東→駒形神社→商店会入口→馬込沢駅東口
  - 2010年12月1日：3ヶ月間の実証実験として運行開始。
  - 2011年
    - 2月28日：運行休止。
    - 7月4日：停留所を一部変更し、2012年3月31日までの予定で運行再開。

  - 2022年11月30日現在も運行を継続中。

　運行ダイヤは30分間隔となっている

#### 豊富線
- 船21：船橋駅北口 - 東船橋三丁目 - 駿河台 - 芝山団地入口 - 高根木戸駅 - 公園前 - 刈米 - 古和釜十字路 - 豊富農協前（廃止）
- 船21A：船橋駅北口 - 東船橋駅 - 東船橋三丁目 - 駿河台 - 芝山団地入口 - 高根木戸駅 - 公園前 - 刈米 - 古和釜十字路 - 豊富農協前（未使用）
- 船22：船橋駅北口 - 東船橋三丁目 - 駿河台 - 芝山団地入口 - 高根木戸駅 - 公園前 - 刈米 - 古和釜十字路(廃止)
- 船22A：船橋駅北口 - 東船橋駅 - 東船橋三丁目 - 駿河台 - 芝山団地入口 - 高根木戸駅 - 公園前 - 刈米 - 古和釜十字路(廃止)
- 船23：船橋駅北口 - 東船橋三丁目 - 駿河台 - 芝山団地入口 - 高根木戸駅 - 北習志野駅
- 船23A：船橋駅北口 - 東船橋駅 - 東船橋三丁目 - 駿河台 - 芝山団地入口 - 高根木戸駅 - 北習志野駅
- 船24 高根ライナー：船橋駅北口←八栄小学校入口←米ヶ崎←芝山団地入口←高根木戸駅←公園前←刈米←古和釜十字路　※土休日午前4本のみ運行(休止)
  - 2004年12月16日：全便を東船橋三丁目・船橋整形外科・（現）雄鹿野経由に変更。（吹上・馬込台は廃止、同時に車両も中型化）
  - 2006年4月3日：平日夜間時に東船橋駅経由古和釜十字路、北習志野駅便を新設。
  - 2019年11月16日：習志野営業所へ移管。
  - 2022年3月19日：ダイヤ改正により船橋駅北口←古和釜十字路（船24 高根ライナー、土休日午前のみ）が設定される。

船橋駅北口を出て、天沼十字路より東進して東船橋・北習志野・豊富方面へ行く中長距離路線。嘗ては東船橋駅を経由しなかった。基本的に古和釜十字路行きは毎時1 - 2本、北習志野駅行きは毎時1本の運行である。
2000年8月15日まで一部便のみ習志野営業所が担当していた。またかつては船20として小室駅を発着する便も存在したがこの系統番号は後に別路線の番号（前述の夏見線・船橋駅北口 - 医療センター - コープ野村）に転用されている。

## 深夜急行バス
- 深急01：新橋駅（銀座口）→有楽町駅→東京駅（八重洲口3番のりば）→西船橋駅→船橋駅北口→北習志野駅→八千代緑が丘駅→鎌ヶ谷大仏
  - 2013年
    - 4月16日：運行開始[17]。
    - 12月16日：運行時刻の変更によるダイヤ改正。

  - 2016年12月16日：西船橋駅乗入れ開始。

新京成バス3社（運行開始当時）で初の深夜急行路線。東京駅を出ると宝町出入口から首都高速都心環状線に入り、江戸橋JCTから向島線、両国JCTから小松川線を経て篠崎IC京葉口から京葉道路へ抜け、原木ICで一般道へ流出、その後西船橋駅で乗降扱いをし、山手入口、新船橋駅入口で降車扱いの後建鉄線のルートで船橋駅北口へ至る。船橋駅北口（3番線）においては乗降どちらも可能。船橋駅北口から北習志野駅までは雄鹿野経由になる前の豊富線のルートを通り、北習志野駅から八千代緑が丘駅までは習志野営業所のエリアに入り、一部津田沼線のルートを通る。八千代緑が丘駅からは高津団地中央を経由した後古和釜線のルートで終点の鎌ヶ谷大仏まで走行する。ただし、八千代緑が丘駅・高津団地中央方面に降車客がいない場合は船橋日大前駅から直接鎌ヶ谷大仏を目指す。
この路線が開設された背景には、平和交通が深夜急行路線「マイタウンライナー」を現在の船橋新京成バスの営業エリアにおいて走らせている（千葉ニュータウン線は新船橋駅から新鎌ヶ谷駅まで、津田沼・勝田台線は津田沼駅から八千代緑が丘駅まで）ことがあるとされる。平和交通はマイタウンライナー（この名称自体は平和交通のグループ会社であるあすか交通が高速バスに名づけたもの）として京成バスや小湊鉄道を始めとする京成グループ各社のエリアを目的地とする深夜急行路線・日中高速路線を開設しており、近年は京成グループ各社においてもこの動きに対抗しており、この路線開設もその一環であろう。
また、この路線の開設にあたり、京成バス奥戸営業所から高速バス用車両が譲渡されている（後述）。

## 不定期路線バス

### 鎌ヶ谷ファイターズスタジアム直通バス
- 直通：鎌ヶ谷駅 - ファイターズ鎌ケ谷スタジアム（試合日、一部イベント開催日に運行）
- 直通：新鎌ヶ谷駅 - ファイターズ鎌ケ谷スタジアム（土日の試合開催日のみ運行）運賃は同額。
  - 北海道日本ハムファイターズ主催イースタン・リーグがある時、また、一部イベント開催日に運行。

### 船橋アリーナ直通バス

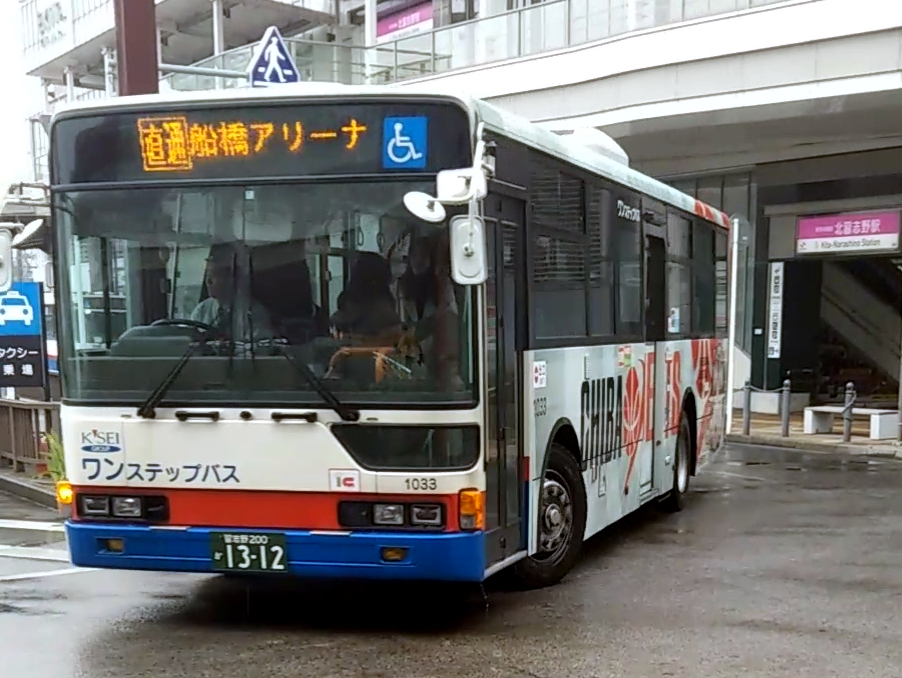
千葉ジェッツのラッピングが施された車両

- 直通：北習志野駅（ ← 北習志野花輪病院前） - 船橋アリーナ
  - Bリーグ千葉ジェッツふなばしホームゲームがある日のみ運行。WJBLENEOSサンフラワーズ、Bリーグ日立サンロッカーズ東京・渋谷ホームタウンマッチやバレーボールVリーグ、Fリーグ開催時の運行はない。前乗り前払い方式で、ルートは古和釜線、高根公団線とほぼ同じルートを通り、船橋アリーナ敷地内まで運行する。車内アナウンス放送の声は千葉ジェッツふなばしの選手が担当している。

### 馬込霊園線
- 系統番号なし：船橋駅北口 - 夏見台団地 - 運動公園前 - 馬込霊園（春彼岸・秋彼岸のみ運行）

彼岸の時期に運行。船橋駅北口の8番線（運行しない時期は主に留置スペースとして使用）から発着する。

### マリンスタジアム直通バス
- 直通：海浜幕張駅（プレナ幕張） - ZOZOマリンスタジアム
  - 2018年8月11日∶習志野営業所が参入。
  - 2019年7月26日∶鎌ヶ谷営業所が参入。

京成バス他と共同運行。2018年8月10日 - 12日にZOZOマリンスタジアムで開催された「世界女子ソフトボール選手権決勝トーナメント」より運行に参入。これ以降、不定期路線バスとしてプロ野球の試合が開催される日にも度々運行されている。使用車両は概ね大型ワンステップバスが用いられるが例外的に大型ノンステップバス（鎌ヶ谷営業所所属車のみ）が使用される事もある。現在、運行に参加している事業者の中で唯一、京成電鉄が直接資本出資を行っていない事業者である。

## コミュニティバス
いずれも鎌ヶ谷営業所が担当する。詳細は各路線の記事を参照。
- ナッシー号（白井市）
- ききょう号（鎌ケ谷市）：ききょう南線

## 廃止路線

### 鎌ヶ谷営業所

#### 船橋行田線
- 船81：船橋駅北口 - 日本建鉄前 - 行田団地 - 前貝塚 - 船橋法典駅
- 船82：船橋駅北口 - 日本建鉄前 - 行田団地
  - 2015年2月4日：公式ホームページより、同年2月16日より京成バス市川営業所と共同運行による船81・82系統の新設が発表される[31]。
  - 2019年9月30日：廃止。

新京成バス各社において初めての、他社との共同運行路線であった。平日9時 - 18時台のみの運行で、1日16本の運行のうち船橋新京成バス8本、京成バス8本の運行となっていた。建鉄線と一部区間で重複するが、乗り場は船橋グリーンハイツ方面の1番を使用していた。初乗運賃の境界線は海神中学校前となっており、ここより船橋駅北口方面は新京成の、船橋法典駅方面は京成の初乗となっていた。定期券等は、担当会社のみに限り有効となっていたため、京成バス担当による運行については、船橋新京成バスの定期券は使うことができなかった（逆も同様）。また京成トランジットバス海神線とも一部区間で重複していた。

### 船橋市実証実験路線

#### 二和グリーンハイツ線
- 馬03：二和グリーンハイツ→船橋二和高校→二和道→馬込沢駅入口→馬込沢駅→馬込沢駅入口→二和道→船橋二和高校→二和グリーンハイツ
- 馬04：二和グリーンハイツ→船橋二和高校→東道野辺ふれあいの森→馬込沢駅入口→馬込沢駅→馬込沢駅入口→東道野辺ふれあいの森→船橋二和高校→二和グリーンハイツ
  - 2016年8月1日：実証実験として運行開始。当初は馬込沢駅入口にて折り返し。
  - 2017年4月1日：馬込沢駅ロータリーへの乗り入れ開始および二和グリーンハイツ内での停留所新設。
  - 2018年3月31日：試験運行期間終了に伴い、休止[30]。

二和道（馬03）および丸山道（馬04）から馬込沢駅入口までちばレインボーバス白井線と重複していたが、二和グリーンハイツ線は一貫して新京成の運賃制度となっていた。

### 船橋市医療センター輸送対策事業
船橋市医療センターの輸送対策事業として、船橋市の補助を受けて2013年6月10日から2015年3月までの平日のみでの試験運行された。上記の八木が谷線と丸山循環線と違い、運賃は均一ではない。また、定期券の販売はせず、特殊定期券の適用もできない。

#### 東部医療センター線
- 医01：北習志野駅 - 高根木戸駅 - 芝山団地入口 - 馬込台 - 米ヶ崎 - 医療センター
- 医02：飯山満駅 - 芝山中学校 - 芝山団地入口 - 馬込台 - 米ヶ崎 - 医療センター
- 医03：北習志野駅 - 高根木戸駅 - 芝山団地入口 - 芝山中学校 - 飯山満駅 - 芝山中学校 - 芝山団地入口 - 馬込台 - 米ヶ崎 - 医療センター
  - 2013年6月10日：2014年3月までの実証実験として運行開始。
  - 2014年
    - 3月27日：実験期間延長。この時点では終了時期は未定。
    - 6月2日：北習志野駅から飯山満駅を経由する医03を新設。運行終了時期は2015年3月末の予定と公表された後に終了した。

  - 2015年3月31日：実証実験終了につき路線廃止。

## 利用方法
旧習志野新京成バスを含め、距離制だが前乗り前払い信用方式で運賃箱は釣り銭式だったが、バスカード導入後一部の路線の下りで中乗り運賃後払いになり同時に運賃箱が両替式に変更された。2011年3月20日に全線一般的な中乗り運賃後払いに変更された。ICカードの普及を受けての変更としている。また、以前同社では前払い時に乗務員の運賃箱設定完了前に読取部へのタッチによる運賃過払いの例もまれに見られた。
- 中乗り運賃後払いの場合（1999年9月1日から一部路線以外の下りのみ、2011年3月20日から全線）

1. 中扉から乗車。
2. 整理券をとり、ICカードは読取部にタッチする（券なし区間も必ずタッチする）。
3. 降りる停留所が近づいたら降車ボタンを押す
4. 運賃箱に整理券と運賃・回数券を入れる、ICカードは読取部にタッチする。
5. 前扉から下車する。

※主要ターミナルなどを中心とする100円区間運賃は現金のみ。回数券での利用はできない。

## 車両

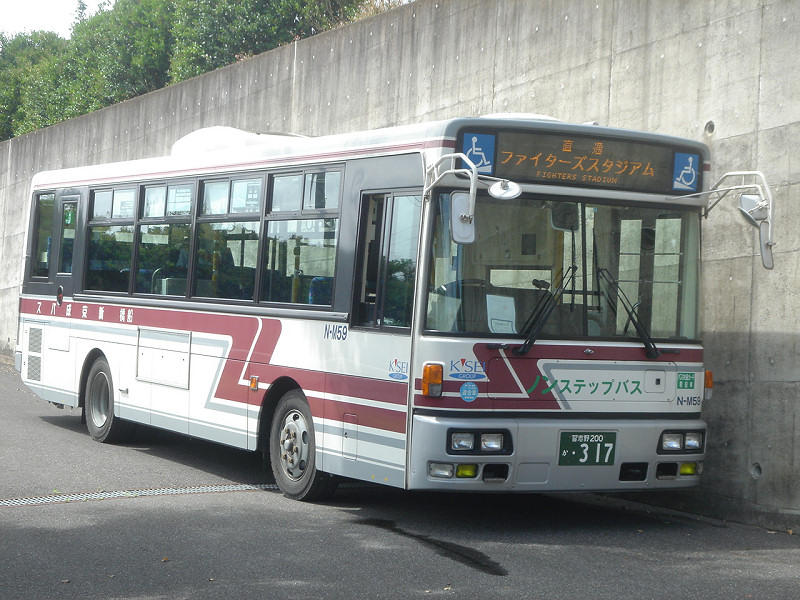
一般路線車両（旧塗装車）

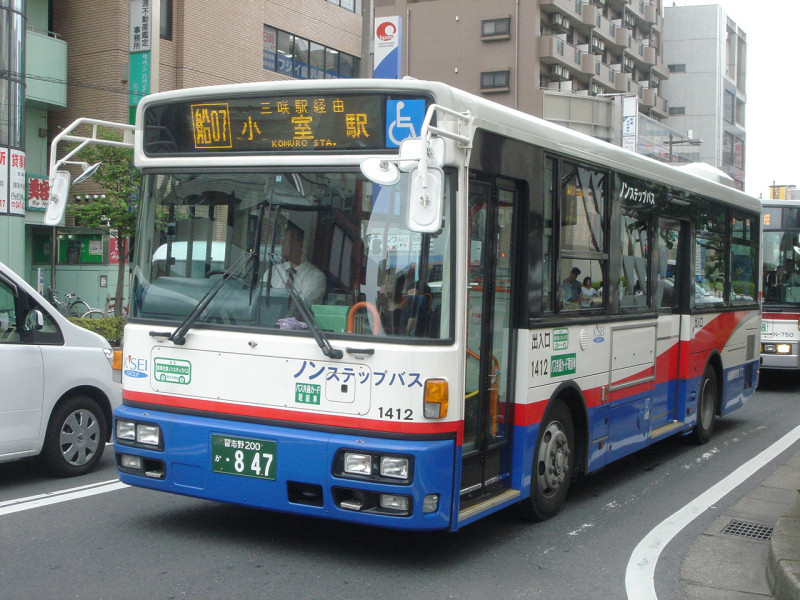
一般路線車両（船橋新京成バスの独自塗装車）

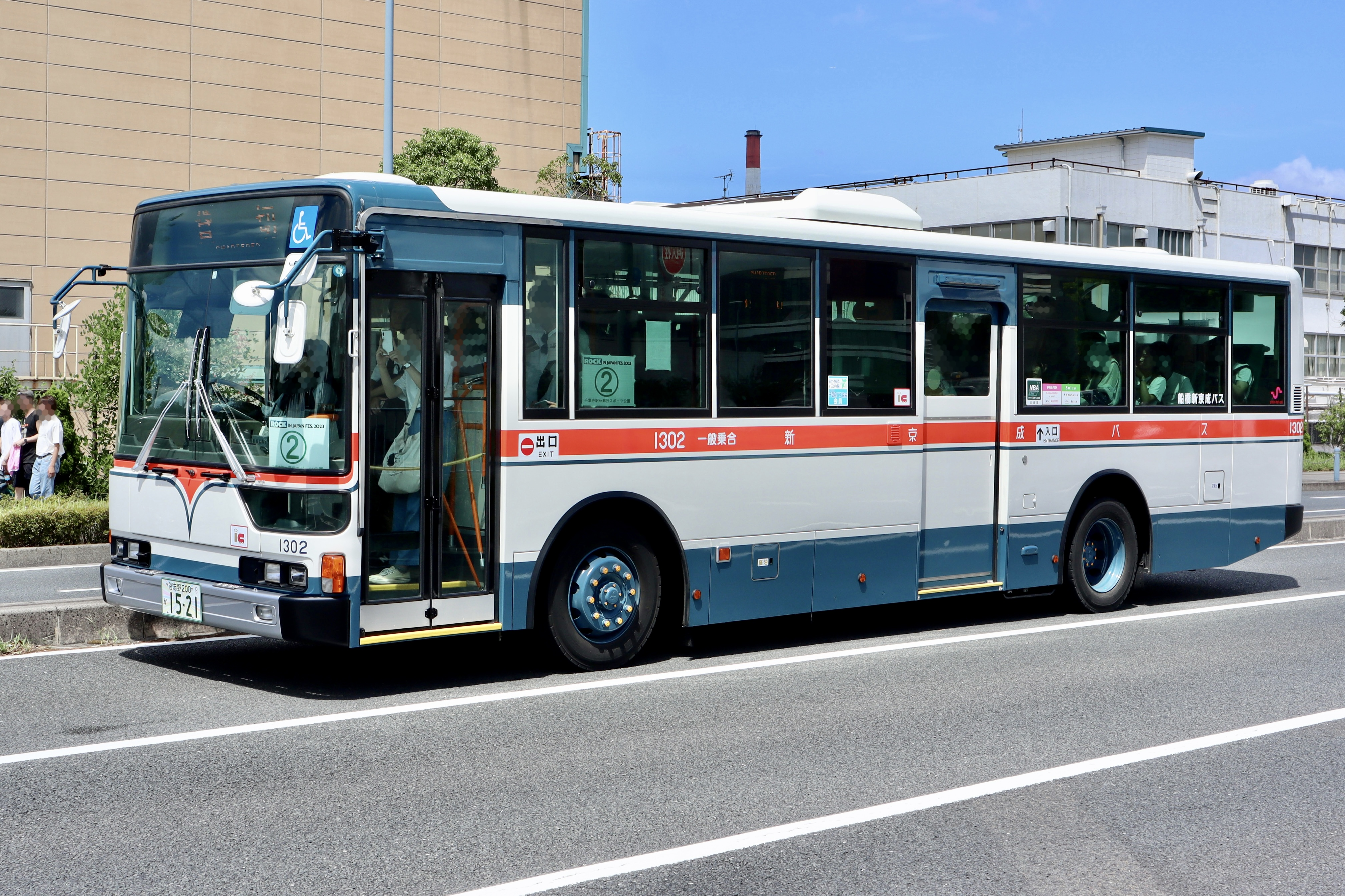
2023年8月2日より、会社設立20周年を記念し復刻された青バスカラー車（1302号車）

鎌ヶ谷営業所では、新京成電鉄鎌ヶ谷営業所時代よりUDトラックス（旧・日産ディーゼル）製の車両を中心に導入していた。このほか、一部の狭隘路線で限定使用される三菱ふそう製の小型バスや、日野自動車製の車両もわずかながら配置されている。また、一時は鎌ヶ谷グリーンハイツ線において「マルチライダー」（スウェーデン・オムニノーバ・テクノロジー社製の低床車両。日産ディーゼルが販売）が使用されていたが、収容力・エンジン性能の問題からラッシュ時の運行に支障をきたすようになり、三菱ふそう・エアロミディME（PA-ME17DF）に置き換えられる形で廃車となった。
しかし富士重工業（現社名：SUBARU）（バス事業は分割して後にスバルカスタマイズ工房→現・桐生工業）がバス車両の車体を製造するのを中止し、西日本車体工業製の車体に切り替えたが、大型車の需要が減ったせいもあってかしばらく中型のみを投入していた（2004年までは日産ディーゼル・スペースランナーRM・KK-RM252GAN改。2005年 - 2006年はPB-RM360GAN。習志野新京成バスも同じ時期に導入している）。三菱ふそうと日産ディーゼルが提携を発表したが、これが今後の新車導入に影響を与えており、実際後述のようにUDトラックスのバス製造撤退以後は三菱ふそうの車両を導入するようになった。
その後営業所内に尿素水（アドブルー）供給設備が設置され、2007年からUD・スペースランナーRA（PKG-RA274MAN）を導入した。前述のメーカー間提携により、船橋新京成バスが導入する車両で1012号車以降はUD・スペースランナーA（PKG-AP35UM）が導入された。1013 - 1024号車は元習志野新京成バスのPKG-RA274MANが6台とPKG-AP35UMが4台である。この配置換えにより、船橋新京成バス塗装では1012号車と1025号車のみの導入となった。なお中型車PB-RM360GAN（1412 - 1415号車）も並行して導入されているが2009年に導入された1416号車、1417号車はリアランプのバンパー内に集約されたり、後方の換気扇が最後部に移設など一部変更を行ったPDG-RM820GANを導入した。これ以降、鎌ヶ谷営業所では中型車の導入は行われていなかったが2015年2月に1418号車としていすゞ・エルガミオ（SDG-LR290L1）が導入された。鎌ヶ谷営業所の中型車導入は5年ぶりであるが、いすゞ車の導入は旧・船橋バスのF-132・F-133号車以来となるが貸切を除いた乗合としての新規導入は初めてである（なお仕様は松戸新京成バスの3418号車以降とほぼ同じである）。また後述の旧・船橋バスから移管の1400（元F-131）号車とはクーラーやトランスミッションなど一部異なっている（1418号車以降はデンソーの冷房装置とオートマチックトランスミッション、側面LED表示戸袋上部設置、1400号車はサーモキングの冷房装置とマニュアルトランスミッション）。その後5月から1419 - 1422号車が導入され赤バス中型の日産ディーゼル8Eワンステップ車を置き換えた他、西日本車体工業（西工）製車体のノンステップバス（N-M50号車）が初めて廃車された。2016年度からはバックカメラ搭載の1723 - 1731号車が導入され8Eワンステップ車が全廃され、西工製車体赤バスの廃車が進んでいる。廃車除籍後は備北バス、大分バスなどの他バス事業者に譲渡されている。なお、1418号車と1419号車以降では正面（赤色）の塗り分けが若干変わっている。1732号車以降は2017年からは習志野営業所や松戸新京成バスで導入している新型エルガミオ（1732号車＝SKG-LR290J2、1733号車以降＝2KG-LR290J3）が導入された。これらの導入でPB-RM360GANに廃車が発生したほか、1414・1415号車は新京成バスグループでは異例として車体更生が京成自動車整備にて施工され習志野カラー（緑色）に変更された。当初は既存車同様に鎌ヶ谷営業所管内で運用されたが後に習志野営業所に転属、それぞれ2753・2754に車番変更された。1736号車から分社直前に松戸の純正車体車で先行して廃されている運転席側の張り出しミラーが鎌ヶ谷車でも廃された。
大型車では1026号車から再びPKG-RA274MANが導入されたが、それまでのPKG-RA274MANとは違い汎用テールとなった。1031号車以降はUDトラックスのバス製造・販売撤退により三菱ふそう製に切り替え、LKG-MP35FMが導入された。また1036号車]1045号車までは分社後初めて大型ノンステップバス（三菱ふそう・エアロスター（QKG-MP37FM））が導入された。その後、1046号車以降はマイナーチェンジされた三菱ふそう・エアロスター（QKG-MP38FK）が2014年10月に2台導入された。この導入によって大型車は新京成電鉄時代に導入された赤バスが全廃された。2015年8月から9月にかけて1048・1049号車として2台が導入されたがこの車両から側面のLED表示が戸袋部に移設された。
2019年からは大型車もいすゞ自動車製（エルガ（2DG-LV290N2））が導入され、車番は1350・1351号車の2台となり船橋新京成バスカラーとしては初めていすゞ製大型車が登場した。
2007年10月1日から船橋バスの路線と車両を引き継ぐにあたり、新京成電鉄から分社したあととしては初めて国内4メーカーそろえたバス会社となった。
まず、船橋バス新塗装車は暫定的にF-BUSロゴを消して社名変更して当分船橋GH線に専属し、塗装を船橋新京成バス新塗装に塗り換え次第共通運用に就く予定。なお、引き継がれた車両のうちF-128号車（いすゞKC-LV380N）は2011年に、F-129号車（いすゞ・エルガ（KL-LV280N1））は2015年に廃車された。
また、中型車（いすゞ・エルガミオ（PA-LR234J1）・F-131→1400）の代わりに、船橋新京成バスの在来車が船橋GH線の運用に就くようになった。ただし、船橋新京成バス在来の中型車も時々運用に入ることがある上、旧船橋バス車の一部は暫定的に船橋駅を発着しない路線で試験的に運用されていたが現在は船橋GH線、古和釜線、高根公団線、海老ヶ作線中心に入っている。
ちなみにF-131は、10月末日に塗装変更の上1400に改番された。また、一時期森精機製作所（現：DMG森精機）の企業特定輸送車に転用されていた。（詳細は後述）
船橋新京成バス鎌ヶ谷営業所の企業特定輸送はDMG森精機以外にも、住友大阪セメント（日野・メルファ（KK-RR1JJEA）・S-118号車、いすゞ・ガーラミオ（BDG-RR7JJBJ）・1951号車）からも請け負っているが、専用車が検査等で運行できない場合は一般路線車（主に中型車）で代走される。
なお「ナッシー号」の車両が日野・ポンチョ ロングボディ仕様（BDG-HX6JLAE）で代替されたことにより、それまで使用されていた日野・レインボー7m仕様（KK-HR1JEEE）は改番なしに塗装を変更され、前述のエアロミディ（PA-ME17DF）や三菱ふそう・ローザ（KK-BE63EE）の一部と共通運用になり鎌ヶ谷大仏以北の小型車用路線（主に井草線・西白井線）で用いられていた。それまで用いられていた三菱ふそうローザのうち一部は前述の通り船橋市内実証実験に用いられていたが2012年6月から船橋新京成バス塗装の日野・ポンチョ（SDG-HX9JLBE、1806 - 1808号車）が導入され、三菱ふそう・ローザは西白井線の運用に就くことが多かったがその後の新車導入により廃車された。日野・レインボーも老朽化により2014年10月にポンチョ（1809、1810号車）に代替され廃車された。2016年5月には1811号車としてポンチョが1台増車された。2019年現在は15台在籍している。
2013年4月16日からの深夜急行路線開設に伴い、京成バス奥戸営業所よりいすゞ・ガーラ2000HD（KL-LV781R2）を譲受。車番は京成バス時代と同じ1060。船橋新京成バスにおいてはいすゞ製の車両の導入は船橋バスからの引継車6台、特定輸送用の1951号車に引き続き3例目（分社前を含めると4例目）である。方向幕の巻取機は前述の廃車されたローザのものを流用している。さらに5月に車体の違う同型車（21型M車体）も京成バスから1071として転入。こちらは幕がLEDとなっている。2台ともトイレ付。2017年に新車としてFS101号車いすゞ・ガーラ（2TG-RU1ASDJ）が導入され、1071号は除籍された。さらに2019年末に京成バス千葉営業所から三菱ふそう・エアロバス（PJ-MS86JP）の5356号車がFS201号車として転入。1060は、2020年に廃車された。
2016年7月、分社化前の旧塗装車両（赤バス）が全車引退となった（習志野営業所では2017年秋に引退）。
2024年2月、松戸新京成バスより3047(PKG-LV234N2)が転入した。車両番号は1303で、後述の習志野への転入車とは異なり塗装変更は行われていない。
2024年4月、松戸新京成バスより3991(PKG-LV234N2)が転入した。車両番号は1304で、上記の1303と同様に塗装変更は行われていない。
2024年10月の1413号車(PB-RM360GAN)の廃車をもって、日産ディーゼルの中型車両は全廃となった。

### 旧・船橋バス
一方、船橋バスの前身の大成輸送は当初車3台（日野・RE100型、車番号101 - 103）にて運行スタート。同団地の建設が進むにつれて利用者が急増、次いで三菱ふそう（MR470型、車番号104 - 106）、日野（RE100型、車番号107・108）、を段階的に購入し8台まで増車。団地の計画が完了した時点で、日産ディーゼル（U20H型、車番号109）を導入し増車した。
船橋バスに運営が移り、いすゞ（K-CJM520型富士重工3E車体車）3台（購入当時NO.111 - 113）を導入した。塗装を船橋バス新塗装に変更。同社初の方向幕による行先表示機搭載。新京成バス松戸営業所と同仕様に。その後同形式のF-114を導入し、104・105が早々に廃車になった（NO.からF-へ）。（因みに、この中の1台が船橋中央市場に引き取られ、暫く船橋駅 - 市場間の送迎に使われていた。）
F-115・116（同型・初の冷房機器搭載車）は2台同時期に導入され、101 - 103、106が廃車。次いで、F-117・118の2台（富士重工5E）を導入。107のみが廃車となり、結果1台増車し計10車両となった。ちなみに108・109は、船橋バス塗装に変更され、停留所増設に伴い、（船橋グリーンハイツ入口⇔船橋駅北口）の往復表示のパネルから、方向幕式へと行先表示機が改修され、テープ放送装置が設置された。
F-119（いすゞ・キュービック（P-LV314M）、初のリベットレス）を導入し、最後の日野車の108が廃車。大成輸送からの最後となる109を廃車しF-120を導入。次いでF-121（最後の5E）を導入するが、走行距離の関係からF-114を先に廃車。これによって車両更新が一息つくと、非冷房車のF-111 - 113に冷房機器搭載改造を施し、保有全車が冷房機器搭載車となった。
F-112の廃車で初の富士重工7E（いすゞ・キュービック（U-LV324M））のF-122を導入。以降、F-113でF-123を、F-111でF-124をそれぞれ導入。しかし、F-125の導入でF-115・116の2台が廃車。結果保有9台へと減車した。以降、F-117でF-126、F-118でF-127（若干の仕様変更）の廃車更新を実施。四年後にF-119の廃車で同社初のワンステップ（いすゞ・キュービック（KC-LV380N））のF-128を導入。
順次廃車されF-129（いすゞ・エルガ（KL-LV280N1））で塗装変更と共にいすゞ製のエルガへ。F-130（いすゞ・エルガ（KL-LV280L1改））でのノンステップ車の導入で富士重工5Eが全廃。そもそもの利用者減と相まって、郵政民営化に伴い、団地内の、かつての日本郵政公社社宅が取り壊されハイツ内の住戸が減ると、F-131をエルガミオ・PA-LR234J1型で導入。しかし評判が芳しくないことと旧型大型車の代替の為その次のF-132・F-133は再びエルガ・PJ-LV234N1型で導入された。
前述の船橋新京成バスへの路線・車両譲渡のため、船橋新京成バスで使用し始めた小田原機器製の新型運賃箱や、中乗り用の整理券発行機・カードリーダが、設置され、また、9月26日頃から新塗装車から「F-BUS」や「FUNABASHI BUS」表記が撤去され、「船橋新京成バス」表記を隠す「船橋バス」と書かれたステッカーと、また扉ごとにある「出入口」表記を隠す「入口」・「出口」ステッカーが張られていた。
方向幕はF-131からLEDで導入されたが、移管の発表前の時点でF-128以降もLED化されている。
なお、F-126・F-127（U-LV324M、1994年式・1995年式、大型ツーステップ）は船橋新京成バスで必要なLED方向幕や整理券発行機などを搭載していなかったことと排ガス規制の為に船橋新京成バスには引き継がれなかった。
F-128（いすゞKC-LV380N、1999年式、大型ワンステップ）は船橋バス緑帯塗装のまま主に船橋グリーンハイツ線や古和釜線、高根公団線、海老ヶ作線に入っていたが2011年（平成23年）2月に廃車された。
F-129（いすゞKL-LV280N1、2002年式、大型ワンステップ）は船橋バスF-BUS青緑塗装のまま主に船橋グリーンハイツ線や古和釜線、高根公団線、海老ヶ作線に入っていたが2015年（平成27年）9月に廃車された。
F-130（いすゞKL-LV280L1改、2003年式、大型ノンステップ）・F-132・F-133（いすゞPJ-LV234N1、2006年式、大型ワンステップ）については2015年（平成27年）現在、船橋バスF-BUS水緑塗装のまま主に船橋グリーンハイツ線や古和釜線、高根公団線、海老ヶ作線に入っていたが２０２０年までに廃車となった。なお、F-130は2015年8月からN-M48とともに習志野営業所に転属され、SBSゼンツウの企業特定バスに転用された。転属後もカラーリングの変更はない（後に廃車）。その後N-M48は鎌ヶ谷営業所に戻っている（後に廃車）。
そしてF-131→1400（いすゞPA-LR234J1、2006年式、中型ノンステップ）は当初、船橋バスF-BUS黄緑塗装のまま主に古和釜線、高根公団線、海老ヶ作線（船橋グリーンハイツ線にも入ることはあったが他の大型車ほど頻度は高くなかった）に入っていたが、2007年（平成19年）10月末日、ジェイ・バス宇都宮事業所で船橋新京成バス塗装に塗り替えられ、車番も1400号に改番された。また、塗装変更後は全ての中型車向け運用に就いていたがその後運用が新鎌ヶ谷線を中心となり同線廃止後はパークサイド鎌ヶ谷線または西白井線に限定され、後に企業特定バス（森精機製作所。現在のDMG森精機）になっていたが2013（平成25年）1月から再び乗合路線に転用された。
なお、2024年1月の1400号車の廃車をもって船橋新京成バスより旧船橋バスの車両は消滅となった。

### 車番
| 1        | 0    | 44                   |
| -------- | ---- | -------------------- |
| 鎌ヶ谷車 | 車種 | その車種での通し番号 |

車番については、4桁の数字で表され（分社化後導入車のみ）、千の位の数字は、新京成バスのうち鎌ヶ谷を表す「1」または習志野を表す「2」が用いられ、すべて1○○○あるいは2○○○という形で表現される（松戸東営業所をは「6」が用いらる。松戸新京成バス時代には、「3」が用いられていた。）。
百の位はの数字は、以下のように割り振られている。
- 0 - 大型車
- 3 - 大型車（バックカメラ搭載）
- 4 - 中型車（バックカメラ非搭載）
- 5 - 京成バスから移管された復刻カラー（松戸のみ、現在は全廃）
- 7 - 中型車（バックカメラ搭載）
- 8 - 小型車（バックカメラ搭載）
- 9 - その他（貸切車など）

下2桁の数字は、大型、中型、小型それぞれ導入順に通し番号が振られる。例えば「1044」は、大型車の44番目に導入された車両であることがわかる。
ただし、深夜急行車（や松戸新京成バスの高速路線車）のみ千の位の数字の代わりにFS（及びMH）となる。